# ピバビスカ湖
ピバビスカ湖（フランス語: Lac Pivabiska）とは、北アメリカ大陸の北部に存在する、小さな湖の1つである。

## 概要
ピバビスカ湖は、おおよそ北緯49度49分、西経83度42分付近に位置しており、この場所はカナダ中部のオンタリオ州北東部のコクレーン地区に属している。この湖は複雑な形状をしており、湾のようになっている場所や半島のようになっている場所が存在する。ちなみに、例えば湖の南端部のアーキンストール湾や、ベユー湾（ベイユー湾）のように、公式な名称が付けられた湾もある。また、湖の中には島も存在する。したがって、大きさは5 km程度しかないものの、その割りに湖岸線は長い。なお、湖面の標高は約235 mである。

## 流入河川と流出河川
ピバビスカ湖へは幾つかの河川が流れ込んできている。主要な流入河川は、この湖とほとんど標高の変わらない所に存在するウォルバライン湖（湖面の標高は約235 m）から流出する水を、ピバビスカ湖の西岸へと流れ込ませているバレンタイン川（Valentine River）である。なお、バレンタイン川は、その流路の途中に幾つも湖が存在する川だが、ピバビスカ湖に流れ込んだところで、バレンタイン川は終わっている。この他に、ピバビスカ湖の東岸へと流れ込んでいるピバビスカ小河川群（Pivabiska Narrows）もある。これに対して、ピバビスカ湖から流出している主要な河川はピバビスカ川のみである。したがって、この湖から流れ出した水は、最終的にムース川の河口から、北極海の一部であるジェームズ湾へと流れ込む。